# Підзапит
Підзапит (SQL) — один із інструментів створення тимчасової таблиці бази даних, створеної в MS SQL Server. Дані такої  таблиці отримуються та опрацьовуються зовнішнім запитом. Текст підзапиту має бути розміщений у дужках. Часто підзапити використовують замість зв'язування таблиць.

## Правила складання підзапитів
- Підзапит завжди повинен міститись у круглих дужках;
- Може посилатись тільки на один стовпець у виразі власного ключового слова SELECT;
- Підзапит для повернення кількох рядків даних можна використати тільки в операторах, які допускають велику кількість значень;
- Підзапит неможна безпосередньо використовувати, як аргумент;
- Не можна використовувати операцію Between стосовно підзапиту.

## Типи підзапитів
Існує два типи підзапитів, а саме:
1. табличний підзапит,
2. скалярний підзапит.

Суть скалярного підзапиту полягає в тому, що він може повертати єдине значення. Тобто може використовуватись скрізь де необхідне єдине значення.
Відповідно табличний підзапит — повертає множину значень, тобто значення одного чи декількох стовпчиків таблиці, які розміщенні більше ніж в одному рядку.

## Приклади використання підзапитів
Наприклад, необхідно визначити дату продажу максимальної партії товару:
```
  
SELECT
 Дата, Кількість
  
FROM
 Угода
  
WHERE
 Кількість =(
SELECT
 Max(Кількість)
FROM
 Угода)
```